# As Above, So Below (Sampa the Great)
As Above, So Below è il secondo album in studio della cantante zambiana-australiana Sampa the Great, pubblicato nel 2022.

## Tracce
1. Shadows – 4:19
2. Lane (with Denzel Curry) – 2:42
3. Never Forget (with Chef 187, Mwané, and Tio Nason) – 3:37
4. Mask On (with Joey Badass) – 2:52
5. Bona – 2:40
6. Can I Live? (with Witch) – 4:14
7. Imposter Syndrome (with James Sakala) – 4:17
8. Tilibobo – 3:04
9. Lo Rain (with Mwanjé) – 3:32
10. IDGAF (with Kojey Radical) – 4:08
11. Let Me Be Great (with Angélique Kidjo) – 3:54

## Classifiche
| Classifica (2022) | Posizione raggiunta |
| ----------------- | ------------------- |
| Australia         | 12                  |